# جسیکا بیل
جسیکا کلر بیل (به انگلیسی: Jessica Claire Biel) (زادهٔ ۳ مارس ۱۹۸۲) بازیگر سینمای هالیوود و مانکن سابق صنعت مُد آمریکایی است. او در فیلم‌هایی نظیر کشتار با اره‌برقی در تگزاس، شعبده‌باز، آینده، اکنون شما را چاک و لری اعلام می‌کنم و یادآوری کامل ایفای نقش کرده‌است.

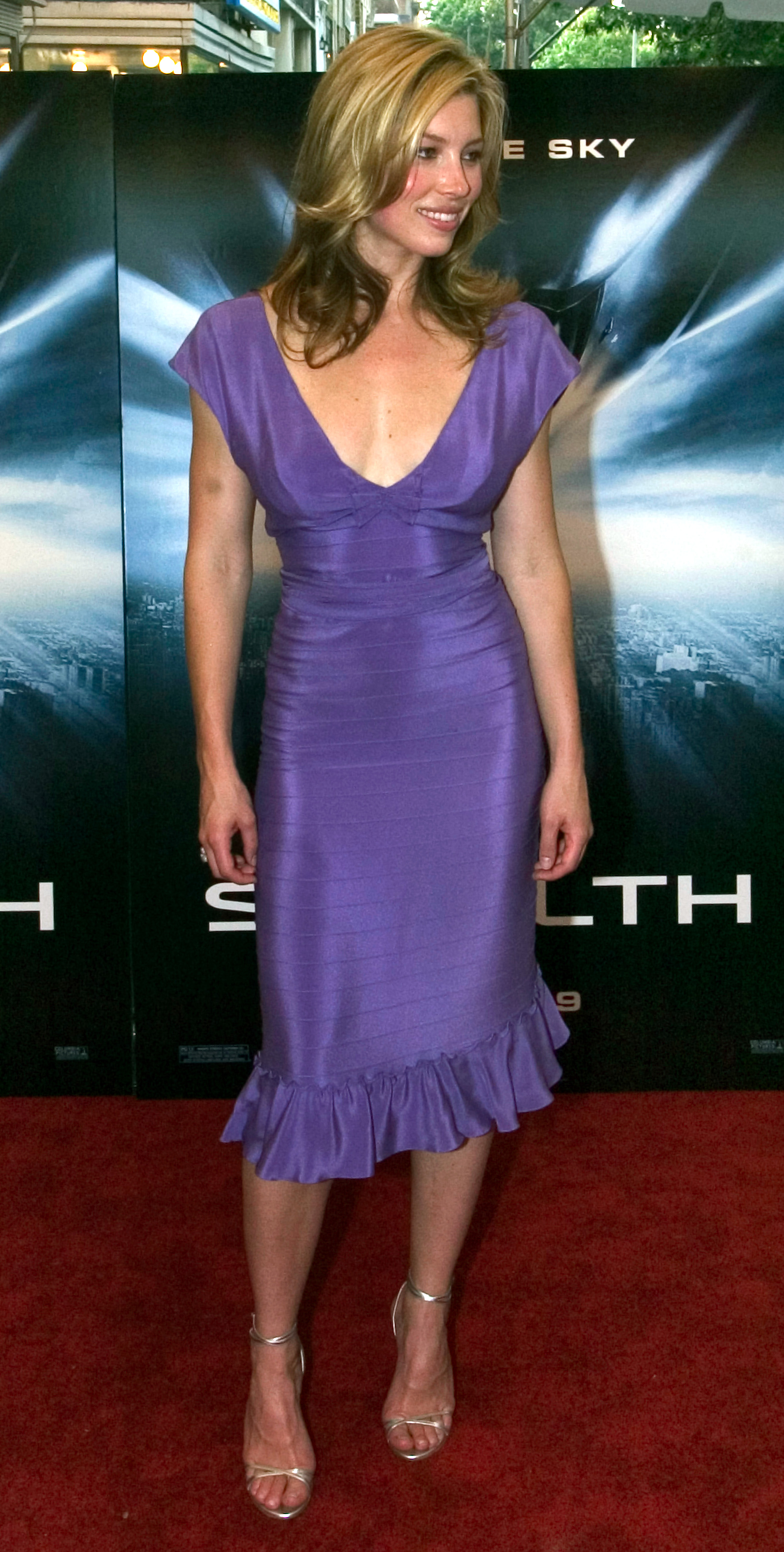
بیل در نمایش فیلم خفا، سال ۲۰۰۵

## زندگی‌نامه
جسیکا بیل در الی، مینه‌سوتا از کیمبرلی بیل یک خانه‌دار و جاناتان بیل یک کارآفرین و مشاور کسب و کار بین‌المللی زاده شد. او یک برادر کوچکتر به نام جاستین، زاده ۱۹۸۵ دارد. بیل نسب آلمانی، فرانسوی، انگلیسی و چوکتاو دارد. خانواده جسیکا بیل در هنگام کودکی او به‌طور زیاد جابه‌جا می‌شدند و در تگزاس، کنتیکت، وودستاک ایلینوی زیستند تا سرانجام در بولدر، کلرادو اقامت گزیدند. وی بین سال‌های ۲۰۰۰ تا ۲۰۰۲ در دانشگاه تافتس ماساچوست به تحصیل پرداخت.

## فیلم‌شناسی
| نام فیلم                           | سال  | نقش                 | یادداشت          |
| ---------------------------------- | ---- | ------------------- | ---------------- |
| طلای اولی                          | ۱۹۹۷ | کسی جکسون           |                  |
| برای کریسمس خانه خواهم بود         | ۱۹۹۸ | الی هندرسون         |                  |
| ماجراهای تابستانی                  | ۲۰۰۱ | تنلی پریش           |                  |
| قتل‌عام با اره برقی در تگزاس        | ۲۰۰۳ | ارین هاردستی        |                  |
| موبایل                             | ۲۰۰۴ | کلویی               |                  |
| بلید: سه‌گانگی                      | ۲۰۰۴ | ابیگیل ویستلر       |                  |
| نهان                               | ۲۰۰۵ | ستوان کارا وید      |                  |
| لندن                               | ۲۰۰۵ | ستوان کارا وید      |                  |
| الیزابت‌تاون                        | ۲۰۰۵ | اِلن                 |                  |
| شعبده‌باز                           | ۲۰۰۶ | ونسا پرایس          |                  |
| خانه شجاعان                        | ۲۰۰۶ | دوشیزه سوفی وان تشن |                  |
| آینده                              | ۲۰۰۷ | لیز کوپر            |                  |
| اکنون شما را چاک و لری اعلام می‌کنم | ۲۰۰۷ | الکس مکدوناگ        |                  |
| سست‌عفاف                            | ۲۰۰۸ | لاریتا ویتاکر       |                  |
| روز ولنتاین                        | ۲۰۱۰ | کارا موناهان        |                  |
| تیم آ                              | ۲۰۱۰ | کاریسا سوسا         |                  |
| یادآوری کامل                       | ۲۰۱۲ | ملینا               |                  |
| مرد قدبلند                         | ۲۰۱۲ | جولی دنینگ          |                  |
| هیچکاک                             | ۲۰۱۲ | ورا مایلز           |                  |
| حقیقت در مورد امانوئل              | ۲۰۱۳ | لیندا               |                  |
| عشق تصادفی                         | ۲۰۱۵ | الیس                |                  |
| کتاب عشق                           | ۲۰۱۶ | پنی هرشل            | همچنین تهیه‌کننده |
| یک نوع از قتل                      | ۲۰۱۶ | کلارا               |                  |
| اسپارک                             | ۲۰۱۶ | ویکس                | صداپیشه          |
| شوک و ترس                          | ۲۰۱۷ | لیسا                |                  |